# Aardman Animations
Aardman Animations, Ltd., também conhecida como Aardman Studios, Ltd., ou simplesmente Aardman, é um estúdio de animação britânico e localizado com sede em Bristol, Inglaterra especializado na técnica stop-motion. O estúdio foi fundado em 1972 por Peter Lord e David Sproxton. Os seus trabalhos mais notáveis são a série de curtas-metragens de Wallace e Gromit e o filme Chicken Run (2000).

## Início
O estúdio começou produzindo curtas-metragens para a televisão, especialmente para o Canal 4 da BBC. Os sucessos de audiência comprovou que o público aprovava a técnica e que os roteiros inteligentes mesclados com animações bem produzidas resultava em expectativas bem positivas. Mas, quando Peter Lord chamou Nick Park para terminar seu projeto de faculdade intitulado de Wallace e Gromit - Dia de Folga, o estúdio resolveu lançá-lo no Canal 4 junto com o episódio piloto de Pingu de 1986.  O sucesso estrondoso fez do primeiro curta de Wallace e Gromit um sucesso total, sendo até indicado ao Oscar. Depois de vários curtas ainda produzidos para a televisão, Wallace e Gromit retornariam para o canal de televisão novamente com Calças Trocadas. O ganho do Oscar comprovou o sucesso estrondoso de um curta feito para a TV. Depois, Wallace e Gromit voltaram a TV com o curta Tosa Completa, com um roteiro bem escrito e com milhares de fãs já ganhos. Wallace e Gromit receberam outro Oscar, tornando o nome de Peter Lord e Nick Park mundialmente conhecido, além de contar com a presença de Peter Sallis como a voz de Wallace desde o primeiro curta lançado na televisão.

## Parceria
Em 1997 a Aardman assinou um contrato com a norte-americana DreamWorks Animation para co-produzir alguns de seus futuros filmes. O contrato deu início com o lançamento de Chicken Run (2000), que gerou, 5 anos depois de seu lançamento, o longa solo de Wallace & Gromit: The Curse of the Were-Rabbit (2005), que resultou em um estrondoso sucesso de bilheteria e mais um Oscar, totalizando já três apenas para a dupla que comissiona proteger seu bairro. Em 2006 foi lançado o filme Flushed Away, primeiro filme em CGI da produtora, que não se saiu tão bem nas bilheterias comparando aos outros dois enormes sucessos anteriores da Aardman. Isso levou a DreamWorks a cancelar o contrato com a Aardman, o que fez a Aardman ser parceira de animações da Sony Pictures Animation, com os filmes Arthur Christmas e The Pirates! In an Adventure with Scientists e a distribuição da Sony Pictures Entertainment e a Columbia Pictures até 2012. Desde 2015, a empresa está em parceria com a franco-britânica StudioCanal e mais tarde com o serviço de streaming Netflix para produzir seus futuros filmes.

## Filmografia
Filmes lançados
- Chicken Run (2000)
- Wallace & Gromit: The Curse of the Were-Rabbit (2005)
- Flushed Away (2006)
- Arthur Christmas (2011)
- The Pirates! In an Adventure with Scientists (2012)
- Shaun the Sheep Movie (2015)
- Early Man (2018)
- A Shaun the Sheep Movie: Farmageddon (2019)
- Chicken Run: Dawn of the Nugget (2023)

Próximos filmes
- Wallace e Gromit 2[1] (2024)

Séries de televisão
- The Great Egg Race (1978)
- Rex the Runt (1998–2001)
- Creature Comforts (2003–2007)
- Planet Sketch (2005)
- Purple and Brown (2006-2007)
- Shaun the Sheep (2007–2016) (co-produção com Hit Entertainment)
- Chop Socky Chooks (2008–2009) (co-produção com Decode Entertainment e Cartoon Network)
- Timmy Time (2010–2012) (co-produção com Hit Entertainment)
- Wallace and Gromit's World of Invention (2010)
- Canimals (2012)
- Counterfeit Cat (2016)
- Ploo (por anunciar)

Curtas-metragens
- Conversation Pieces (1983)
- Sledgehammer (1986)
- Wallace & Gromit: A Grand Day Out (1989)
- Wallace & Gromit: The Wrong Trousers (1993)
- Gogs and Gogwana (1993-1996, 1998)
- Pib and Pog (1994)
- Wallace & Gromit: A Close Shave (1995)
- The Morph Files (1995)
- Chevron Cars (1995)
- Wat's Pig (1996)
- Stage Fright (1997)
- Serta (1997 -)
- Humdrum (1998)
- Angry Kid (1999)
- The Presentators (2001)
- Wallace & Gromit: Cracking Contraptions (2002)
- A Town Called Panic (2006)
- Purple and Brown (2006)
- Pib and Pog Additional episodes (2007)
- Wallace & Gromit: A Matter of Loaf and Death (2008)
- The Cat Burglers (2010)
- Operation Rudolph (2010)
- The Scarecrow and his Servant (Não Confirmado)
- JellyBeats (-)
- Count Duckula (2010)